# NGC 436
NGC 436 ist ein offener Sternhaufen im Sternbild Kassiopeia mit einer Winkelausdehnung von 5′ und einer scheinbaren Helligkeit von 8,8 mag. Er wurde am 3. November 1787 von dem deutsch-britischen Astronomen Friedrich Wilhelm Herschel entdeckt.